# Bacillus thuringiensis
Bacillus Thuringiensis, eller Bt, är en bakterie spridd över hela världen. Trivs gör den i stort sett i alla klimat och har upptäckts i öken såväl som i tundra. Bt är en sporbildande och gram-positiv bakterie som vid sporulering bildar ett viktigt kristallprotein som är insekticidalt med hög specifik toxicitet. Till skillnad från sin släkting B. anthracis som orsakar mjältbrand, är Bt helt ofarlig för däggdjur, fåglar och fiskar.

## Historia
Bacillus Thuringiensis upptäcktes av Shigetane Ishiwata år 1901 i Japan. Ishiwata lyckades från döda silkesmasklarver isolera en bakteriestam. Syftet var att undersöka en sjukdom vid namn Sotto-sjukdomen (Sudden-collapse Disease) som effektivt minskade beståndet av silkesmaskar i Japan. Bakterien som orsakat sjukdomen och den han lyckades isolera namngav han till Bacillus Sotto. 
År 1911 kom Ernst Berliner att arbeta med kvarnmottlarver i den tyska regionen Thüringen då han studerade en variant av Bt. Han upptäckte kristallproteiner i de avlidna larverna men kunde inte fastställa deras funktion. Många år senare lyckades Christopher Hannay bevisa att dessa kristaller var insekticidala och år 1955 fastställde han även att de bestod av proteiner. 
Frankrike blev det första land där Bt såldes som bekämpningsmedel, vid namn Sporine.

## Insektsmedel
Som tidigare nämnts har Bt använts som insektsmedel eftersom dess kristallproteiner väldigt ofta är insekticidala. Oftast används Bt i pulverform som då sprutades på växterna man ville skydda. Nackdelen med att bespruta växter är att medlet lätt spolas av med regn eller blåser bort med vinden. Den huvudsakliga anledningen till att man började använda Bt som bekämpningsmedel var att insekter blev alltmer resistenta mot de syntetiska bekämpningsmedlen som redan fanns, samtidigt som de kemiska medlen bedömdes miljöfarliga, eftersom Bt är biologiskt har den ingen miljöpåverkan och eftersom den är så specifik får inga andra insekter möjlighet att utveckla resistens mot cry-proteinerna. Med modern forskning har man börjat genmodifiera växter och då fört in genen för att producera dessa kristallproteiner i grödor. I GMO:s begynnelse var Bt-genen en stor del av vad man förde in i andra organismer för att skydda dem mot insektsangrepp. 
Själva genen i Bt som ger upphov till kristallproteinerna sitter på en plasmid. Denna plasmid överförs gärna till växter så att de själva kan producera kristallproteiner för att skydda sig mot insekter. Första genmodifierade växten var majs år 1995 och används även nu i t.ex. bomull och potatis. 

### Mekanismen För Cry-toxin
Dessa kristallproteiner kallas även för δ-endotoxiner eller cry-proteiner efter det engelska ordet crystal.
Först och främst måste sporulerade Bt förtäras av en insekt. Väl i insekten binder cry-proteiner till specifika receptorer i tarmkanalen som låter vanliga tarmbakterier sprida sig till resten av insekten. Insekten svälter sedan eftersom den utan sin tarmflora inte kan bryta ner mat och dör så småningom. 
Inom Bt-släktet finns mängder med olika gener som i sin tur kodar för olika cry-proteiner vilka påverkar olika insekter efter receptorer i deras tarmkanal. Eftersom dessa receptorer varierar stort mellan insekter i kombination med mängden cry-proteiner i Bt-släktet gör att Bt är ett väldigt specifikt bekämpningsmedel som är ofarligt för nästan alla andra organismer än de som avses bekämpas. 

## Livscykel
B. Thuringiensis livscykel delas upp i två faser, en vegetativ fas och en sporbildande fas. I den vegetativa fasen förökar sig bakterien normalt och bildar två identiska dotterceller. Den sporbildande fasen är mer komplicerad. Se animation här. Det är i denna fas som cry-proteinerna bildas, troligen i syfte att göra näringsämnen mer tillgängliga vilket leder till groning och eventuellt att bakterien befinner sig i den vegetativa fasen igen där förökar sig som bäst. 
På grund av dess förmåga att producera proteiner som är insekticida används de ofta för genmodifiering av bland annat majs.